# Солнышко (альбом)
«Солнышко» — дебютный студийный альбом российской музыкальной группы «Демо», выпущенный в 1999 году на лейбле АРС Records. Продюсерами альбома выступили Вадим Поляков и Дмитрий Постовалов.

## Об альбоме
Специально для записи свежего материала основатели группы Поляков и Постовалов, которые ранее записали песню «Muzica Bella» с вокалом певицы Севары, решили пригласить для исполнения девушку, которой в результате кастинга стала юная Саша Зверева. Сами же они приняли решение «уйти в тень», сосредоточившись на написании треков и продвижении музыкального коллектива.
Флагманами альбома стали композиции «2000 лет» и «Солнышко», получившие активную ротацию на российских радиостанциях и занимавшие лидирующие позиции хит-парадов. По итогам 1999 года обе песни стали лауреатами фестиваля «Песня года», а трек «Солнышко» вдобавок стал самым ротируемым на «Русского радио», обеспечив себе статуэтку премии «Золотой граммофон».

## Отзывы критиков
| Оценки критиков | Оценки критиков |
| Источник        | Оценка          |
| --------------- | --------------- |
| Живой звук      | [ 5 ]           |

Обозреватель газеты «Живой звук» Илья Кормильцев оценил альбом на «двойку», написав также: «Это альбом из известной неофициальной серии „Танцуй до упаду!“. Определить качество музыки и исполнения в этом труде, не затрагивая честь и достоинство тружеников села и работников областных домов культуры, практически невозможно. Не спасают ни модные звуки, ни нарочито танцевальные аранжировки — это всё тот же старый добрый „совок“ в своем худшем виде. Сколько их уже было — „ласковых маев“, марин журавлевых — менялись названия, упаковки, суть оставалась прежней. За отсутствием новых песен торгуем старыми, переделанными на новый лад».
В списке журнала «Афиша» «99 самых ярких и запомнившихся русских поп-хитов за последние 20 лет» написали о песне «Солнышко»: «Апофеоз — и, возможно, последнее громкое появление — „небесной“ темы в русской поп-музыке. „Демо“ взяли сочетанием невинности и опыта, очевидно просчитанного коммерческого техноидного звука и трогательно-неумелого вокала вчерашней студентки Саши Зверевой. По большому счету, они так и остались группой одного хита — но этот хит добил до всех: московские рейвы докатились до сельских дискотек именно в таком виде».
Александр Горбачёв в книге «Не надо стесняться. История постсоветской поп-музыки в 169 песнях» так охарактеризовал дебют группы: «Российская поп-музыка 1990-х так неистово стремилась к небу, что в итоге дотянулась до солнца и сгорела в его огне. Это, конечно, метафора, но „Солнышко“ — пожалуй, самый яркий символ новой эстрады имени канала MTV и переломного 1999 года».
Музыкальный критик Олег Кармунин в одном выпусков своей программы «Истории русской попсы» заявил, что альбом вышел «очень крутым», а также, что в нём лучше всего выражен дух миллениума.

## Список композиций
Слова и музыка всех песен Вадима Полякова и Дмитрия Постовалова, за исключением отмеченных.
1. «Солнышко» — 4:19
2. «2000 лет» — 4:59
3. «Полет» — 5:13
4. «Я мечтаю» — 4:25
5. «Грусть» — 3:54
6. «На краю света» (Лика Павлова, Дмитрий Постовалов) — 3:49
7. «Я не знаю…» — 4:50
8. «Время меняет» — 5:37
9. «Разрушенный храм» — 4:41
10. «Я не знаю…» — 3:58 — Trance Remix
11. «Я мечтаю» — 5:43 — Extended Club Mix
12. «Солнышко» — 4:22 — Electro Mix

Бонус-трек
1. «Muzica Bella» — 4:56 — в исполнении S.S.P.

## Участники записи
- Аранжировка, саунд-продюсер — Дмитрий Постовалов
- Вокал — Александра Зверева
- Инженер записи вокала — Александр Крашенинников (1, 2, 5, 6, 7, 9), Вадим Угрюмов (3)
- Мастеринг — Александр Субботин
- Продюсер — Вадим Поляков, Дмитрий Постовалов

Все данные взяты из аннотации к альбому.

## Видеоклипы
- 1999 — «Солнышко» (реж. Александр Игудин)[10]
- 1999 — «Я не знаю» (реж. Влад Опелянц)[11]
- 2000 — «Я делаю вдох» (реж. Александр Игудин)[12]